# Luzuriagaceae
Luzuriagaceae je bývalá čeleď jednoděložných rostlin z řádu liliotvaré (Liliales). Podle systému APG III není čeleď uznávána a je řazena v rámci podčeledi Luzuriageae pod Alstroemeriaceae v širším pojetí.

## Popis
Jedná o vytrvalé rostliny s oddenky, často keře nebo liány. Listy jsou jednoduché, střídavé, bez listových pochev, řapíkaté nebo přisedlé. Čepele jsou celokrajné, čárkovité až vejčité, žilnatina je souběžná. Květy jsou oboupohlavné, pravidelné, jednotlivé nebo uspořádané v květenstvích, většinou ve vrcholících. Okvětí se skládá ze 6 okvětních lístků, jsou volné nebo srostlé, bílé nebo fialové barvy. Tyčinek je 6, jsou volné. Gyneceum je srostlé ze 3 plodolistů, je synkarpní, semeník je svrchní. Plodem je bobule.,.

## Rozšíření ve světě
Jsou známy asi 2 rody a 5 druhů, jsou přirozeně rozšířeny pouze v Jižní Americe od Peru po Ohňovou Zemi a na Falklandách (Luzuriaga) a v Austrálii a na Tasmánii (Drymophila).